# Mormopterus planiceps
Mormopterus planiceps es una especie de murciélago de la familia Molossidae.

## Distribución geográfica
Es endémica de Australia